# اچ‌دی ۱۲۲۵۶۳
اچ‌دی ۱۲۲۵۶۳ یک ستاره است که در صورت فلکی گاوران قرار دارد.